# Liste des églises de la Haute-Loire
La liste des églises de la Haute-Loire vise à situer les églises du département français de la Haute-Loire. Il est fait état des diverses protections dont elles peuvent bénéficier, et notamment les inscriptions et classements au titre des monuments historiques.
En ce qui concerne le culte catholique, toutes les églises sont situées dans le diocèse du Puy-en-Velay.

## Statistiques

### Nombres
Le département de la Haute-Loire comprend 257 communes au 1er janvier 2021.
Depuis 2018, le diocèse du Puy-en-Velay compte 279 paroisses.

## Classement
Le classement ci-après se fait par commune selon l'ordre alphabétique.
Il est fait état des diverses protections dont elles peuvent bénéficier, et notamment les inscriptions et classements au titre des monuments historiques.

## Liste

### Église catholique
| Église                                                               | Commune                         | Adresse | Coordonnées                      | Notice         | Protection | Date               | Illustration                                                         |
| -------------------------------------------------------------------- | ------------------------------- | ------- | -------------------------------- | -------------- | --- | ------------------ | -------------------------------------------------------------------- |
| Église Saint-Julien d'Agnat                                          | Agnat                           |         | 45° 20′ 40″ nord, 3° 26′ 58″ est | « PA00092924 » | Inscrit MH | 1989               | Église Saint-Julien d'Agnat                                          |
| Église Saint-Michel d'Aiguilhe                                       | Aiguilhe                        |         | 45° 03′ 00″ nord, 3° 52′ 57″ est | « PA00092565 » | Classé MH | 1840               | Église Saint-Michel d'Aiguilhe                                       |
| Église Saint-Martin d'Alleyrac                                       | Alleyrac                        |         | 44° 53′ 25″ nord, 3° 59′ 14″ est |                | |                    | Église Saint-Martin d'Alleyrac                                       |
| Église Saint-Grégoire de Vabres                                      | Alleyras                        |         | 44° 54′ 14″ nord, 3° 40′ 20″ est | « PA43000033 » | Inscrit MH | 2003               | Image manquante Téléverser                                           |
| Église Saint-Martin d'Alleyras                                       | Alleyras                        |         | 44° 54′ 22″ nord, 3° 40′ 55″ est | « PA00092574 » | Inscrit MH | 1932               | Église Saint-Martin d'Alleyras                                       |
| Église Saint-Barthélemy d'Ally                                       | Ally                            |         | 45° 09′ 36″ nord, 3° 18′ 52″ est |                | |                    | Église Saint-Barthélemy d'Ally                                       |
| Église Saint-Martin d'Allègre                                        | Allègre                         |         | 45° 11′ 56″ nord, 3° 42′ 39″ est |                | |                    | Image manquante Téléverser                                           |
| Église Notre-Dame d'Araules                                          | Araules                         |         | 45° 05′ 24″ nord, 4° 10′ 27″ est |                | |                    | Église Notre-Dame d'Araules                                          |
| Église de l'Assomption de Recharinges                                | Araules                         |         | 45° 03′ 47″ nord, 4° 09′ 36″ est |                | |                    | Église de l'Assomption de Recharinges                                |
| Église Saint-Pierre d'Arlempdes                                      | Arlempdes                       |         | 44° 51′ 57″ nord, 3° 55′ 22″ est | « PA00092579 » | Classé MH | 1907               | Église Saint-Pierre d'Arlempdes                                      |
| Église Saint-Pierre d'Arlet                                          | Arlet                           |         | 45° 06′ 59″ nord, 3° 25′ 10″ est | « PA00092581 » | Classé MH | 1907               | Image manquante Téléverser                                           |
| Église de la Nativité-de-la-Sainte-Vierge d'Arsac-en-Velay           | Arsac-en-Velay                  |         | 44° 59′ 27″ nord, 3° 56′ 37″ est |                | |                    | Image manquante Téléverser                                           |
| Église Saint-Roch d'Aubazat                                          | Aubazat                         |         | 45° 08′ 21″ nord, 3° 26′ 15″ est |                | |                    | Église Saint-Roch d'Aubazat                                          |
| Église Saint-Pierre d'Aurec-sur-Loire                                | Aurec-sur-Loire                 |         | 45° 22′ 08″ nord, 4° 11′ 59″ est |                | |                    | Église Saint-Pierre d'Aurec-sur-Loire                                |
| Église Saint-Julien d'Autrac                                         | Autrac                          |         | 45° 19′ 44″ nord, 3° 07′ 44″ est | « PA00092586 » | Inscrit MH | 1986               | Église Saint-Julien d'Autrac                                         |
| Église Saint-Pierre d'Auvers                                         | Auvers                          |         | 44° 59′ 43″ nord, 3° 24′ 08″ est |                | |                    | Église Saint-Pierre d'Auvers                                         |
| Église Saint-Laurent d'Auzon                                         | Auzon                           |         | 45° 23′ 31″ nord, 3° 22′ 23″ est | « PA00092587 » | Classé MH | 1906               | Église Saint-Laurent d'Auzon                                         |
| Église Saint-Jean-Baptiste d'Azérat                                  | Azérat                          |         | 45° 21′ 45″ nord, 3° 22′ 58″ est | « PA00092589 » | Classé MH | 1930               | Église Saint-Jean-Baptiste d'Azérat                                  |
| Église Sainte-Foy de Bains                                           | Bains                           |         | 45° 00′ 33″ nord, 3° 46′ 31″ est | « PA00092593 » | Classé MH | 1907               | Église Sainte-Foy de Bains                                           |
| Église de l'Assomption de Barges                                     | Barges                          |         | 44° 50′ 10″ nord, 3° 53′ 32″ est |                | |                    | Église de l'Assomption de Barges                                     |
| Église Saint-Thyrse de Bas-en-Basset                                 | Bas-en-Basset                   |         | 45° 18′ 23″ nord, 4° 06′ 37″ est |                | |                    | Église Saint-Thyrse de Bas-en-Basset                                 |
| Église Notre-Dame-de-l'Assomption de Beaulieu                        | Beaulieu                        |         | 45° 07′ 41″ nord, 3° 56′ 29″ est | « PA00092597 » | Classé MH | 1910               | Image manquante Téléverser                                           |
| Église Saint-Hilaire de Beaumont                                     | Beaumont                        |         | 45° 18′ 45″ nord, 3° 20′ 33″ est | « PA00092598 » | Inscrit MH | 1969               | Image manquante Téléverser                                           |
| Église Saint-Julien-de-Brioude de Beaune-sur-Arzon                   | Beaune-sur-Arzon                |         | 45° 16′ 46″ nord, 3° 48′ 58″ est |                | |                    | Image manquante Téléverser                                           |
| Église Saint-Barthélemy de Beaux                                     | Beaux                           |         | 45° 11′ 13″ nord, 4° 05′ 40″ est |                | |                    | Image manquante Téléverser                                           |
| Église Saint-Jean de Beauzac                                         | Beauzac                         |         | 45° 15′ 35″ nord, 4° 05′ 57″ est | « PA00092600 » | Classé MH Crypte ; Classé MH Abside ; Classé MH Parties non classées de l'église, à l'exception de la première partie de la nef | 1875 ; 1908 ; 1948 | Église Saint-Jean de Beauzac                                         |
| Église Saint-Just de Bellevue-la-Montagne                            | Bellevue-la-Montagne            |         | 45° 13′ 13″ nord, 3° 49′ 11″ est |                | |                    | Église Saint-Just de Bellevue-la-Montagne                            |
| Église de la Nativité-de-la-Sainte-Vierge de Berbezit                | Berbezit                        |         | 45° 17′ 06″ nord, 3° 35′ 40″ est |                | |                    | Image manquante Téléverser                                           |
| Église Saint-Jean-Baptiste de Bessamorel                             | Bessamorel                      |         | 45° 07′ 18″ nord, 4° 05′ 18″ est | « PA00092601 » | Inscrit MH | 1985               | Église Saint-Jean-Baptiste de Bessamorel                             |
| Église Saint-Jean-Baptiste de Blanzac                                | Blanzac                         |         | 45° 06′ 30″ nord, 3° 50′ 32″ est |                | |                    | Image manquante Téléverser                                           |
| Église Notre-Dame-de-l'Assomption de Blassac                         | Blassac                         |         | 45° 10′ 15″ nord, 3° 24′ 03″ est | « PA00092605 » | Classé MH | 1960               | Image manquante Téléverser                                           |
| Église de l'Immaculée-Conception de Blavozy                          | Blavozy                         |         | 45° 03′ 26″ nord, 3° 58′ 48″ est |                | |                    | Image manquante Téléverser                                           |
| Église Saint-Pierre de Blesle                                        | Blesle                          |         | 45° 19′ 08″ nord, 3° 10′ 12″ est | « PA00092608 » | Classé MH | 1907               | Église Saint-Pierre de Blesle                                        |
| Église Saint-Martin de Blesle                                        | Blesle                          |         | 45° 19′ 07″ nord, 3° 10′ 09″ est | « PA00092607 » | Classé MH Clocher | 1970               | Église Saint-Martin de Blesle                                        |
| Église Saint-Sébastien de Bousselargues                              | Blesle                          |         | 45° 20′ 36″ nord, 3° 10′ 37″ est | « PA00092609 » | Inscrit MH | 1984               | Église Saint-Sébastien de Bousselargues                              |
| Église Sainte-Marie de la Chapelle-d'Alagnon                         | Blesle                          |         | 45° 18′ 02″ nord, 3° 11′ 13″ est | « IA43000419 » | |                    | Image manquante Téléverser                                           |
| Église Saint-Pierre de Boisset                                       | Boisset                         |         | 45° 19′ 25″ nord, 3° 58′ 57″ est | « PA00125281 » | Inscrit MH | 1993               | Église Saint-Pierre de Boisset                                       |
| Église Sainte-Eugénie de Bonneval                                    | Bonneval                        |         | 45° 18′ 45″ nord, 3° 44′ 28″ est |                | |                    | Église Sainte-Eugénie de Bonneval                                    |
| Église de la Nativité-de-la-Sainte-Vierge de Borne                   | Borne                           |         | 45° 06′ 01″ nord, 3° 47′ 56″ est |                | |                    | Image manquante Téléverser                                           |
| Église Saint-Pierre de Bournoncle-Saint-Pierre                       | Bournoncle-Saint-Pierre         |         | 45° 20′ 35″ nord, 3° 19′ 06″ est | « PA00092613 » | Classé MH | 1963               | Image manquante Téléverser                                           |
| Basilique Saint-Julien de Brioude                                    | Brioude                         |         | 45° 17′ 37″ nord, 3° 23′ 04″ est | « PA00092615 » | Classé MH | 1840               | Basilique Saint-Julien de Brioude                                    |
| Église Notre-Dame de la Borie-Darles                                 | Brioude                         |         | 45° 17′ 36″ nord, 3° 22′ 29″ est |                | |                    | Image manquante Téléverser                                           |
| Église Notre-Dame-du-Bon-Secours de Brives-Charensac                 | Brives-Charensac                |         | 45° 02′ 46″ nord, 3° 55′ 35″ est |                | |                    | Église Notre-Dame-du-Bon-Secours de Brives-Charensac                 |
| Église Saint-Pierre de Cayres                                        | Cayres                          |         | 44° 55′ 35″ nord, 3° 48′ 22″ est | « PA00092628 » | Inscrit MH | 1935               | Église Saint-Pierre de Cayres                                        |
| Église Saint-Sylvestre de Cerzat                                     | Cerzat                          |         | 45° 09′ 37″ nord, 3° 28′ 48″ est | « PA43000018 » | Inscrit MH | 2000               | Église Saint-Sylvestre de Cerzat                                     |
| Église Sainte-Croix de Ceyssac                                       | Ceyssac                         |         | 45° 02′ 20″ nord, 3° 50′ 03″ est | « PA00092632 » | Classé MH | 1975               | Image manquante Téléverser                                           |
| Église de l'Exaltation-de-la-Sainte-Croix de Ceyssac                 | Ceyssac                         |         | 45° 02′ 20″ nord, 3° 50′ 03″ est |                | |                    | Image manquante Téléverser                                           |
| Église Saint-Amand de Chadron                                        | Chadron                         |         | 44° 57′ 39″ nord, 3° 56′ 08″ est |                | |                    | Église Saint-Amand de Chadron                                        |
| Église Saint-Gilles de Chamalières-sur-Loire                         | Chamalières-sur-Loire           |         | 45° 12′ 05″ nord, 3° 59′ 06″ est | « PA00092640 » | Classé MH | 1862               | Église Saint-Gilles de Chamalières-sur-Loire                         |
| Église Saint-Martin de Chambezon                                     | Chambezon                       |         | 45° 22′ 48″ nord, 3° 14′ 26″ est | « IA43000461 » | |                    | Image manquante Téléverser                                           |
| Église Saint-Pierre de Champagnac-le-Vieux                           | Champagnac-le-Vieux             |         | 45° 21′ 27″ nord, 3° 30′ 11″ est |                | |                    | Église Saint-Pierre de Champagnac-le-Vieux                           |
| Église de l'Assomption de Boussoulet                                 | Champclause                     |         | 45° 01′ 42″ nord, 4° 07′ 23″ est |                | |                    | Église de l'Assomption de Boussoulet                                 |
| Église de l'Assomption de Champclause                                | Champclause                     |         | 45° 01′ 20″ nord, 4° 10′ 35″ est |                | |                    | Église de l'Assomption de Champclause                                |
| Église Notre-Dame-de-l'Assomption de Chanaleilles                    | Chanaleilles                    |         | 44° 51′ 42″ nord, 3° 29′ 16″ est | « PA00092642 » | Inscrit MH Eglise (sauf parties classées) ; Classé MH Clocher-arcade                                                            | 1969 ; 1979        | Église Notre-Dame-de-l'Assomption de Chanaleilles                    |
| Église Sainte-Foi-de-la-Brousse de Chaniat                           | Chaniat                         |         | 45° 19′ 01″ nord, 3° 29′ 07″ est | « PA00092643 » | Inscrit MH | 1986               | Image manquante Téléverser                                           |
| Église Notre-Dame de Chaniat                                         | Chaniat                         |         | 45° 19′ 01″ nord, 3° 29′ 07″ est |                | |                    | Église Notre-Dame de Chaniat                                         |
| Église Saint-Saturnin de Chanteuges                                  | Chanteuges                      |         | 45° 04′ 22″ nord, 3° 32′ 02″ est | « PA00092644 » | Classé MH | 1840               | Église Saint-Saturnin de Chanteuges                                  |
| Église Saint-Sébastien de Charraix                                   | Charraix                        |         | 45° 01′ 39″ nord, 3° 34′ 16″ est | « PA43000029 » | Inscrit MH | 2002               | Image manquante Téléverser                                           |
| Église Saint-Julien de Saint-Quentin-Chaspinhac                      | Chaspinhac                      |         | 45° 05′ 11″ nord, 3° 56′ 48″ est | « PA00092646 » | Classé MH | 1969               | Image manquante Téléverser                                           |
| Église Saint-Barthélémy de Chaspuzac                                 | Chaspuzac                       |         | 45° 04′ 06″ nord, 3° 45′ 00″ est | « PA00092647 » | Classé MH | 1907               | Église Saint-Barthélémy de Chaspuzac                                 |
| Église Saint-Pierre-aux-Liens de Chassagnes                          | Chassagnes                      |         | 45° 11′ 28″ nord, 3° 32′ 31″ est |                | |                    | Image manquante Téléverser                                           |
| Église Notre-Dame-de-l'Assomption de Chassignolles                   | Chassignolles                   |         | 45° 23′ 49″ nord, 3° 29′ 29″ est | « PA00092648 » | Classé MH Façade occidentale ; Inscrit MH Église (sauf parties classées)                                                        | 1944 ; 1944        | Église Notre-Dame-de-l'Assomption de Chassignolles                   |
| Église Saint-Pierre de Chastel                                       | Chastel                         |         | 45° 23′ 49″ nord, 3° 19′ 29″ est | « PA00092649 » | Inscrit MH | 1964               | Église Saint-Pierre de Chastel                                       |
| Église Saint-Martial de Chaudeyrolles                                | Chaudeyrolles                   |         | 44° 57′ 00″ nord, 4° 12′ 11″ est |                | |                    | Image manquante Téléverser                                           |
| Église Saint-Roch de Chavaniac-Lafayette                             | Chavaniac-Lafayette             |         | 45° 09′ 33″ nord, 3° 34′ 48″ est |                | |                    | Image manquante Téléverser                                           |
| Église Saint-Pierre de Chazelles                                     | Chazelles                       |         | 45° 01′ 10″ nord, 3° 29′ 20″ est |                | |                    | Image manquante Téléverser                                           |
| Église Saint-Jean-Baptiste de Chenereilles                           | Chenereilles                    |         | 45° 08′ 01″ nord, 4° 15′ 12″ est | « IA43000026 » | |                    | Église Saint-Jean-Baptiste de Chenereilles                           |
| Église Saint-Honorat de Chilhac                                      | Chilhac                         |         | 45° 09′ 21″ nord, 3° 26′ 17″ est | « PA00092651 » | Inscrit MH | 1925               | Église Saint-Honorat de Chilhac                                      |
| Église Saint-Pierre de Chomelix                                      | Chomelix                        |         | 45° 15′ 47″ nord, 3° 49′ 39″ est | « PA00092652 » | Inscrit MH Abside et collatéral sud                                                                                             | 1980               | Église Saint-Pierre de Chomelix                                      |
| Église Saint-Pierre de Cistrières                                    | Cistrières                      |         | 45° 19′ 17″ nord, 3° 37′ 20″ est | « PA00092654 » | Inscrit MH | 1926               | Église Saint-Pierre de Cistrières                                    |
| Église Saint-Ferréol de Cohade                                       | Cohade                          |         | 45° 20′ 16″ nord, 3° 22′ 23″ est |                | |                    | Image manquante Téléverser                                           |
| Église Saint-Martial de Collat                                       | Collat                          |         | 45° 14′ 39″ nord, 3° 36′ 38″ est |                | |                    | Image manquante Téléverser                                           |
| Église Saint-Étienne de Connangles                                   | Connangles                      |         | 45° 17′ 58″ nord, 3° 38′ 51″ est | « PA00092655 » | Inscrit MH Église (à l'exception du clocher)                                                                                    | 1987               | Église Saint-Étienne de Connangles                                   |
| Église Saint-Joseph de Costaros                                      | Costaros                        |         | 44° 53′ 35″ nord, 3° 50′ 57″ est |                | |                    | Église Saint-Joseph de Costaros                                      |
| Église Saint-Georges de Coubon                                       | Coubon                          |         | 44° 59′ 49″ nord, 3° 55′ 01″ est |                | |                    | Église Saint-Georges de Coubon                                       |
| Église Saint-Loup de Couteuges                                       | Couteuges                       |         | 45° 11′ 17″ nord, 3° 29′ 48″ est |                | |                    | Image manquante Téléverser                                           |
| Église Saint-Caprais de Craponne-sur-Arzon                           | Craponne-sur-Arzon              |         | 45° 19′ 48″ nord, 3° 50′ 46″ est | « PA00092659 » | Inscrit MH Église (à l'exception du clocher moderne)                                                                            | 1969               | Église Saint-Caprais de Craponne-sur-Arzon                           |
| Église Sainte-Madeleine de Pontempeyrat                              | Craponne-sur-Arzon              |         | 45° 20′ 46″ nord, 3° 54′ 00″ est |                | |                    | Image manquante Téléverser                                           |
| Église Saint-Antoine de Cronce                                       | Cronce                          |         | 45° 05′ 34″ nord, 3° 21′ 39″ est |                | |                    | Image manquante Téléverser                                           |
| Église Saint-Hilaire de Cubelles                                     | Cubelles                        |         | 45° 00′ 15″ nord, 3° 21′ 39″ est |                | |                    | Image manquante Téléverser                                           |
| Église Saint-Sulpice de Cussac-sur-Loire                             | Cussac-sur-Loire                |         | 44° 59′ 16″ nord, 3° 53′ 03″ est |                | |                    | Église Saint-Sulpice de Cussac-sur-Loire                             |
| Église Saint-Jean-Baptiste de Céaux-d'Allègre                        | Céaux-d'Allègre                 |         | 45° 10′ 56″ nord, 3° 44′ 49″ est | « PA00092630 » | Inscrit MH | 1988               | Image manquante Téléverser                                           |
| Église Saint-Quentin de Desges                                       | Desges                          |         | 45° 01′ 03″ nord, 3° 27′ 06″ est |                | |                    | Image manquante Téléverser                                           |
| Église Saint-Roch de Domeyrat                                        | Domeyrat                        |         | 45° 14′ 56″ nord, 3° 30′ 10″ est | « PA00092662 » | Classé MH | 1910               | Image manquante Téléverser                                           |
| Église Saint-Martin de Dunières                                      | Dunières                        |         | 45° 13′ 04″ nord, 4° 20′ 30″ est | « PA00092664 » | Classé MH | 1907               | Église Saint-Martin de Dunières                                      |
| Église Saint-Mathieu d'Espalem                                       | Espalem                         |         | 45° 18′ 25″ nord, 3° 14′ 00″ est | « PA00092665 » | Inscrit MH | 1986               | Église Saint-Mathieu d'Espalem                                       |
| Église Saint-Marcel d'Espaly-Saint-Marcel                            | Espaly-Saint-Marcel             |         | 45° 02′ 53″ nord, 3° 51′ 54″ est | « PA00092666 » | Inscrit MH | 1962               | Image manquante Téléverser                                           |
| Basilique Saint-Joseph-de-Bon-Espoir d'Espaly-Saint-Marcel           | Espaly-Saint-Marcel             |         | 45° 02′ 53″ nord, 3° 51′ 54″ est |                | |                    | Basilique Saint-Joseph-de-Bon-Espoir d'Espaly-Saint-Marcel           |
| Église de la Nativité-de-la-Sainte-Vierge d'Esplantas-Vazeilles      | Esplantas-Vazeilles             |         | 44° 54′ 31″ nord, 3° 32′ 49″ est |                | |                    | Église de la Nativité-de-la-Sainte-Vierge d'Esplantas-Vazeilles      |
| Église Saint-Nicolas de Fay-sur-Lignon                               | Fay-sur-Lignon                  |         | 44° 59′ 10″ nord, 4° 13′ 34″ est |                | |                    | Image manquante Téléverser                                           |
| Église Saint-Jean-Baptiste de Ferrussac                              | Ferrussac                       |         | 45° 05′ 37″ nord, 3° 24′ 09″ est |                | |                    | Image manquante Téléverser                                           |
| Église Saint-Geneys de Fix-Saint-Geneys                              | Fix-Saint-Geneys                |         | 45° 08′ 32″ nord, 3° 40′ 08″ est |                | |                    | Image manquante Téléverser                                           |
| Église Saint-Eutrope de Fontannes                                    | Fontannes                       |         | 45° 17′ 22″ nord, 3° 25′ 27″ est |                | |                    | Église Saint-Eutrope de Fontannes                                    |
| Église Saint-Jean-Baptiste de Freycenet-la-Cuche                     | Freycenet-la-Cuche              |         | 44° 53′ 40″ nord, 4° 05′ 15″ est |                | |                    | Église Saint-Jean-Baptiste de Freycenet-la-Cuche                     |
| Église Saint-Nicolas de Freycenet-la-Tour                            | Freycenet-la-Tour               |         | 44° 56′ 17″ nord, 4° 03′ 40″ est | « PA00092671 » | Inscrit MH | 1969               | Église Saint-Nicolas de Freycenet-la-Tour                            |
| Église Saint-Antoine de Frugerès-les-Mines                           | Frugerès-les-Mines              |         | 45° 23′ 12″ nord, 3° 18′ 22″ est |                | |                    | Image manquante Téléverser                                           |
| Église Saint-Julien de Frugières-le-Pin                              | Frugières-le-Pin                |         | 45° 16′ 04″ nord, 3° 29′ 15″ est |                | |                    | Image manquante Téléverser                                           |
| Église de l'Exaltation-de-la-Sainte-Croix de Félines                 | Félines                         |         | 45° 16′ 19″ nord, 3° 44′ 39″ est |                | |                    | Église de l'Exaltation-de-la-Sainte-Croix de Félines                 |
| Église Saint-Pierre de Goudet                                        | Goudet                          |         | 44° 53′ 18″ nord, 3° 55′ 38″ est |                | |                    | Église Saint-Pierre de Goudet                                        |
| Église Saint-Pierre de Grazac                                        | Grazac                          |         | 45° 11′ 18″ nord, 4° 11′ 01″ est |                | |                    | Image manquante Téléverser                                           |
| Église Saint-Grégoire de Grenier-Montgon                             | Grenier-Montgon                 |         | 45° 17′ 14″ nord, 3° 11′ 43″ est | « IA43000470 » | |                    | Image manquante Téléverser                                           |
| Église Saint-Pierre de Grèzes                                        | Grèzes                          |         | 44° 55′ 09″ nord, 3° 29′ 13″ est | « PA00092675 » | Inscrit MH | 1979               | Église Saint-Pierre de Grèzes                                        |
| Église Saint-Loup de Javaugues                                       | Javaugues                       |         | 45° 17′ 21″ nord, 3° 28′ 54″ est |                | |                    | Église Saint-Loup de Javaugues                                       |
| Église Saint-Loup de Jax                                             | Jax                             |         | 45° 10′ 07″ nord, 3° 37′ 04″ est |                | |                    | Image manquante Téléverser                                           |
| Église de l'Assomption de Josat                                      | Josat                           |         | 45° 12′ 45″ nord, 3° 36′ 34″ est |                | |                    | Image manquante Téléverser                                           |
| Église Saint-André de Jullianges                                     | Jullianges                      |         | 45° 18′ 21″ nord, 3° 47′ 30″ est | « PA00092679 » | Classé MH | 1931               | Église Saint-André de Jullianges                                     |
| Église Saint-Mary de La Besseyre-Saint-Mary                          | La Besseyre-Saint-Mary          |         | 44° 58′ 13″ nord, 3° 25′ 02″ est |                | |                    | Église Saint-Mary de La Besseyre-Saint-Mary                          |
| Abbatiale Saint-Robert de La Chaise-Dieu                             | La Chaise-Dieu                  |         | 45° 19′ 16″ nord, 3° 41′ 46″ est | « PA00092635 » | Classé MH | 1840               | Abbatiale Saint-Robert de La Chaise-Dieu                             |
| Église Saint-Marcellin de La Chapelle-Bertin                         | La Chapelle-Bertin              |         | 45° 13′ 10″ nord, 3° 38′ 54″ est | « PA00125282 » | Inscrit MH | 1993               | Image manquante Téléverser                                           |
| Église de l'Assomption de La Chapelle-Geneste                        | La Chapelle-Geneste             |         | 45° 20′ 57″ nord, 3° 40′ 03″ est |                | |                    | Église de l'Assomption de La Chapelle-Geneste                        |
| Église Saint-Eustache de La Chapelle-d'Aurec                         | La Chapelle-d'Aurec             |         | 45° 20′ 07″ nord, 4° 12′ 22″ est |                | |                    | Image manquante Téléverser                                           |
| Église Saint-Mary de La Chomette                                     | La Chomette                     |         | 45° 13′ 46″ nord, 3° 28′ 21″ est |                | |                    | Église Saint-Mary de La Chomette                                     |
| Église de la Nativité-de-la-Sainte-Vierge de La Séauve-sur-Semène    | La Séauve-sur-Semène            |         | 45° 17′ 44″ nord, 4° 15′ 02″ est |                | |                    | Image manquante Téléverser                                           |
| Église Saint-Anthème de Lafarre                                      | Lafarre                         |         | 44° 50′ 31″ nord, 3° 59′ 24″ est |                | |                    | Église Saint-Anthème de Lafarre                                      |
| Église Saint-Jean-Baptiste de Lamothe                                | Lamothe                         |         | 45° 18′ 45″ nord, 3° 25′ 22″ est |                | |                    | Église Saint-Jean-Baptiste de Lamothe                                |
| Église Saint-Félix de Landos                                         | Landos                          |         | 44° 50′ 39″ nord, 3° 49′ 53″ est | « PA00092681 » | Classé MH | 1913               | Église Saint-Félix de Landos                                         |
| Église Saint-Gal de Langeac                                          | Langeac                         |         | 45° 05′ 57″ nord, 3° 29′ 49″ est | « PA00092683 » | Classé MH | 1907               | Église Saint-Gal de Langeac                                          |
| Église Saint-Vincent de Lantriac                                     | Lantriac                        |         | 45° 00′ 02″ nord, 4° 00′ 16″ est |                | |                    | Église Saint-Vincent de Lantriac                                     |
| Église Saint-Jean de Lapte                                           | Lapte                           |         | 45° 11′ 11″ nord, 4° 13′ 01″ est | « PA43000011 » | Inscrit MH | 1998               | Église Saint-Jean de Lapte                                           |
| Église Saint-Joseph de Verne                                         | Lapte                           |         | 45° 10′ 08″ nord, 4° 15′ 13″ est |                | |                    | Image manquante Téléverser                                           |
| Église Saint-Pierre-aux-Liens de Laussonne                           | Laussonne                       |         | 44° 58′ 11″ nord, 4° 03′ 10″ est | « PA00125283 » | Inscrit MH | 1993               | Église Saint-Pierre-aux-Liens de Laussonne                           |
| Église Notre-Dame-de-l'Assomption de Laval-sur-Doulon                | Laval-sur-Doulon                |         | 45° 21′ 06″ nord, 3° 33′ 41″ est | « PA00092927 » | Inscrit MH | 1989               | Église Notre-Dame-de-l'Assomption de Laval-sur-Doulon                |
| Abbatiale Saint-André de Lavaudieu                                   | Lavaudieu                       |         | 45° 15′ 45″ nord, 3° 27′ 17″ est | « PA00092687 » | Classé MH | 1862               | Abbatiale Saint-André de Lavaudieu                                   |
| Église Notre-Dame-de-l'Assomption de Lavoûte-Chilhac                 | Lavoûte-Chilhac                 |         | 45° 08′ 52″ nord, 3° 24′ 10″ est |                | |                    | Église Notre-Dame-de-l'Assomption de Lavoûte-Chilhac                 |
| Église Saint-Maurice de Lavoûte-sur-Loire                            | Lavoûte-sur-Loire               |         | 45° 07′ 08″ nord, 3° 54′ 23″ est | « PA00092692 » | Classé MH | 1944               | Église Saint-Maurice de Lavoûte-sur-Loire                            |
| Église Saint-Nicolas du Bouchet-Saint-Nicolas                        | Le Bouchet-Saint-Nicolas        |         | 44° 53′ 26″ nord, 3° 47′ 22″ est |                | |                    | Église Saint-Nicolas du Bouchet-Saint-Nicolas                        |
| Église Saint-Martin du Brignon                                       | Le Brignon                      |         | 44° 56′ 07″ nord, 3° 52′ 51″ est | « PA00092614 » | Inscrit MH | 1987               | Église Saint-Martin du Brignon                                       |
| Église de l'Immaculée-Conception d'Ussel                             | Le Brignon                      |         | 44° 53′ 17″ nord, 3° 52′ 52″ est |                | |                    | Église de l'Immaculée-Conception d'Ussel                             |
| Église Notre-Dame du Chambon-sur-Lignon                              | Le Chambon-sur-Lignon           |         | 45° 03′ 33″ nord, 4° 18′ 10″ est | « IA43000116 » | |                    | Église Notre-Dame du Chambon-sur-Lignon                              |
| Église Saint-François-Régis du Mas-de-Tence                          | Le Mas-de-Tence                 |         | 45° 07′ 18″ nord, 4° 21′ 31″ est | « IA43000025 » | |                    | Image manquante Téléverser                                           |
| Abbatiale Saint-Chaffre du Monastier-sur-Gazeille                    | Le Monastier-sur-Gazeille       |         | 44° 56′ 22″ nord, 3° 59′ 42″ est | « PA00092711 » | Classé MH | 1840               | Abbatiale Saint-Chaffre du Monastier-sur-Gazeille                    |
| Église Saint-Jean du Monastier-sur-Gazeille                          | Le Monastier-sur-Gazeille       |         | 44° 56′ 08″ nord, 3° 59′ 46″ est | « PA00092712 » | Classé MH | 1978               | Église Saint-Jean du Monastier-sur-Gazeille                          |
| Église Saint-François-Régis du Monteil                               | Le Monteil                      |         | 45° 03′ 55″ nord, 3° 54′ 50″ est |                | |                    | Image manquante Téléverser                                           |
| Église Saint-Barthélemy du Pertuis                                   | Le Pertuis                      |         | 45° 05′ 45″ nord, 4° 03′ 31″ est |                | |                    | Église Saint-Barthélemy du Pertuis                                   |
| Cathédrale Notre-Dame du Puy-en-Velay                                | Le Puy-en-Velay                 |         | 45° 02′ 44″ nord, 3° 53′ 05″ est | « PA00092743 » | Classé MH | 1862               | Cathédrale Notre-Dame du Puy-en-Velay                                |
| Église Saint-Laurent du Puy-en-Velay                                 | Le Puy-en-Velay                 |         | 45° 02′ 51″ nord, 3° 52′ 45″ est | « PA00092751 » | Classé MH | 1906               | Église Saint-Laurent du Puy-en-Velay                                 |
| Église des Carmes du Puy-en-Velay                                    | Le Puy-en-Velay                 |         | 45° 02′ 31″ nord, 3° 53′ 19″ est | « PA00092748 » | Inscrit MH | 1988               | Église des Carmes du Puy-en-Velay                                    |
| Église du Collège du Puy-en-Velay                                    | Le Puy-en-Velay                 |         | 45° 02′ 37″ nord, 3° 53′ 08″ est | « PA00092749 » | Classé MH | 1951               | Église du Collège du Puy-en-Velay                                    |
| Église Saint-Georges du Puy-en-Velay                                 | Le Puy-en-Velay                 |         | 45° 02′ 45″ nord, 3° 53′ 11″ est | « PA00092750 » | Inscrit MH | 1949               | Église Saint-Georges du Puy-en-Velay                                 |
| Église Saint-Vozy du Puy-en-Velay                                    | Le Puy-en-Velay                 |         | 45° 02′ 44″ nord, 3° 53′ 13″ est | « PA00092752 » | Inscrit MH | 1949               | Image manquante Téléverser                                           |
| Église Sainte-Thérèse du Val-Vert                                    | Le Puy-en-Velay                 |         | 45° 01′ 48″ nord, 3° 52′ 59″ est | « PA43000025 » | Inscrit MH | 2002               | Image manquante Téléverser                                           |
| Église Saint-Antoine du Puy-en-Velay                                 | Le Puy-en-Velay                 |         | 45° 02′ 22″ nord, 3° 52′ 53″ est |                | |                    | Image manquante Téléverser                                           |
| Église Saint-Roch du Vernet                                          | Le Vernet                       |         | 45° 02′ 10″ nord, 3° 40′ 23″ est |                | |                    | Image manquante Téléverser                                           |
| Église Saint-Géraud de Lempdes-sur-Allagnon                          | Lempdes-sur-Allagnon            |         | 45° 23′ 07″ nord, 3° 16′ 08″ est | « PA00092693 » | Inscrit MH | 1956               | Église Saint-Géraud de Lempdes-sur-Allagnon                          |
| Église Saint-Philibert des Estables                                  | Les Estables                    |         | 44° 54′ 16″ nord, 4° 09′ 14″ est |                | |                    | Église Saint-Philibert des Estables                                  |
| Église Sainte-Anne des Vastres                                       | Les Vastres                     |         | 44° 59′ 22″ nord, 4° 15′ 42″ est |                | |                    | Église Sainte-Anne des Vastres                                       |
| Église Saint-Louis-de-Gonzague des Villettes                         | Les Villettes                   |         | 45° 14′ 09″ nord, 4° 10′ 56″ est |                | |                    | Image manquante Téléverser                                           |
| Église Saint-Julien-de-Brioude de Lissac                             | Lissac                          |         | 45° 07′ 58″ nord, 3° 46′ 06″ est |                | |                    | Image manquante Téléverser                                           |
| Église Saint-Clair de Lorlanges                                      | Lorlanges                       |         | 45° 20′ 08″ nord, 3° 15′ 56″ est | « IA43000485 » | |                    | Image manquante Téléverser                                           |
| Église Saint-Hilaire de Loudes                                       | Loudes                          |         | 45° 05′ 15″ nord, 3° 44′ 52″ est |                | |                    | Église Saint-Hilaire de Loudes                                       |
| Église Saint-Bonnet de Lubilhac                                      | Lubilhac                        |         | 45° 15′ 09″ nord, 3° 14′ 41″ est | « IA43000493 » | |                    | Église Saint-Bonnet de Lubilhac                                      |
| Église Saint-Vincent de Léotoing                                     | Léotoing                        |         | 45° 21′ 44″ nord, 3° 13′ 17″ est | « PA00092696 » | Classé MH | 1937               | Église Saint-Vincent de Léotoing                                     |
| Église Saint-Julien-de-Brioude de Malrevers                          | Malrevers                       |         | 45° 05′ 54″ nord, 3° 57′ 57″ est |                | |                    | Image manquante Téléverser                                           |
| Église de la Très-Sainte-Trinité de Malvalette                       | Malvalette                      |         | 45° 21′ 21″ nord, 4° 09′ 29″ est |                | |                    | Image manquante Téléverser                                           |
| Église de la Nativité-de-la-Sainte-Vierge de Malvières               | Malvières                       |         | 45° 20′ 14″ nord, 3° 43′ 58″ est | « PA00092700 » | Classé MH | 1969               | Église de la Nativité-de-la-Sainte-Vierge de Malvières               |
| Église Saint-Pierre de Mazerat-Aurouze                               | Mazerat-Aurouze                 |         | 45° 11′ 13″ nord, 3° 33′ 38″ est | « PA00092703 » | Classé MH | 1931               | Image manquante Téléverser                                           |
| Église Saint-Voy de Mazet-Saint-Voy                                  | Mazet-Saint-Voy                 |         | 45° 03′ 09″ nord, 4° 14′ 20″ est | « PA00092702 » | Inscrit MH | 1972               | Église Saint-Voy de Mazet-Saint-Voy                                  |
| Église Saint-Privat de Reilhac                                       | Mazeyrat-d'Allier               |         | 45° 07′ 25″ nord, 3° 29′ 03″ est | « PA00092708 » | Inscrit MH | 1949               | Image manquante Téléverser                                           |
| Église Saint-Pierre de Mazeyrat                                      | Mazeyrat-d'Allier               |         | 45° 07′ 17″ nord, 3° 31′ 43″ est |                | |                    | Image manquante Téléverser                                           |
| Église Saint-Maurice de Saint-Eble                                   | Mazeyrat-d'Allier               |         | 45° 07′ 43″ nord, 3° 33′ 30″ est |                | |                    | Image manquante Téléverser                                           |
| Église Saint-Étienne de Mercœur                                      | Mercœur                         |         | 45° 11′ 34″ nord, 3° 17′ 34″ est |                | |                    | Image manquante Téléverser                                           |
| Église Saint-François-Régis de Champels                              | Monistrol-d'Allier              |         | 44° 59′ 22″ nord, 3° 36′ 26″ est |                | |                    | Image manquante Téléverser                                           |
| Église Saint-Pierre de Monistrol-d'Allier                            | Monistrol-d'Allier              |         | 44° 58′ 07″ nord, 3° 38′ 33″ est |                | |                    | Image manquante Téléverser                                           |
| Église Saint-Marcellin de Monistrol-sur-Loire                        | Monistrol-sur-Loire             |         | 45° 17′ 37″ nord, 4° 10′ 15″ est | « PA00092717 » | Inscrit MH | 1926               | Église Saint-Marcellin de Monistrol-sur-Loire                        |
| Église de la Nativité-de-la-Sainte-Vierge de Monlet                  | Monlet                          |         | 45° 13′ 11″ nord, 3° 42′ 55″ est | « PA00092718 » | Inscrit MH | 1926               | Image manquante Téléverser                                           |
| Église Saint-Clair de Montclard                                      | Montclard                       |         | 45° 16′ 11″ nord, 3° 33′ 58″ est |                | |                    | Église Saint-Clair de Montclard                                      |
| Église Saint-Pierre de Montfaucon-en-Velay                           | Montfaucon-en-Velay             |         | 45° 11′ 06″ nord, 4° 18′ 53″ est |                | |                    | Église Saint-Pierre de Montfaucon-en-Velay                           |
| Église Saint-Jean-Baptiste de Montregard                             | Montregard                      |         | 45° 09′ 29″ nord, 4° 20′ 46″ est |                | |                    | Église Saint-Jean-Baptiste de Montregard                             |
| Église Saint-Pierre de Montusclat                                    | Montusclat                      |         | 45° 00′ 48″ nord, 4° 07′ 21″ est |                | |                    | Église Saint-Pierre de Montusclat                                    |
| Église de la Nativité-de-la-Sainte-Vierge de Moudeyres               | Moudeyres                       |         | 44° 57′ 21″ nord, 4° 06′ 01″ est |                | |                    | Image manquante Téléverser                                           |
| Église Saint-Marcel de Mézères                                       | Mézères                         |         | 45° 09′ 37″ nord, 4° 01′ 08″ est |                | |                    | Église Saint-Marcel de Mézères                                       |
| Église Saint-Jean-Baptiste d'Ouides                                  | Ouides                          |         | 44° 54′ 16″ nord, 3° 44′ 04″ est |                | |                    | Église Saint-Jean-Baptiste d'Ouides                                  |
| Église Saint-Jean-Baptiste de Paulhac                                | Paulhac                         |         | 45° 18′ 07″ nord, 3° 20′ 52″ est | « PA00092724 » | Inscrit MH | 1980               | Église Saint-Jean-Baptiste de Paulhac                                |
| Église de l'Invention-de-Saint-Étienne de Paulhaguet                 | Paulhaguet                      |         | 45° 12′ 25″ nord, 3° 30′ 57″ est |                | |                    | Église de l'Invention-de-Saint-Étienne de Paulhaguet                 |
| Église Notre-Dame-de-Bon-Secours de Pinols                           | Pinols                          |         | 45° 03′ 08″ nord, 3° 24′ 48″ est |                | |                    | Image manquante Téléverser                                           |
| Église Saint-Martin de Polignac                                      | Polignac                        |         | 45° 04′ 16″ nord, 3° 51′ 37″ est | « PA00092729 » | Classé MH | 1902               | Église Saint-Martin de Polignac                                      |
| Église Notre-Dame de Pont-Salomon                                    | Pont-Salomon                    |         | 45° 20′ 26″ nord, 4° 14′ 39″ est | « PA43000036 » | Inscrit MH | 2003               | Église Notre-Dame de Pont-Salomon                                    |
| Église Notre-Dame-de-l'Assomption de Pradelles                       | Pradelles                       |         | 44° 46′ 08″ nord, 3° 52′ 53″ est |                | |                    | Église Notre-Dame-de-l'Assomption de Pradelles                       |
| Église Saint-André de Prades                                         | Prades                          |         | 45° 01′ 42″ nord, 3° 35′ 31″ est | « PA00092739 » | Classé MH | 1910               | Église Saint-André de Prades                                         |
| Église de la Nativité-de-la-Sainte-Vierge de Présailles              | Présailles                      |         | 44° 54′ 10″ nord, 4° 01′ 40″ est | « PA00125284 » | Inscrit MH | 1993               | Église de la Nativité-de-la-Sainte-Vierge de Présailles              |
| Abbatiale de la Nativité-de-la-Sainte-Vierge de Pébrac               | Pébrac                          |         | 45° 01′ 50″ nord, 3° 30′ 33″ est |                | |                    | Image manquante Téléverser                                           |
| Église Saint-Jean-Baptiste de Queyrières                             | Queyrières                      |         | 45° 04′ 20″ nord, 4° 05′ 51″ est |                | |                    | Église Saint-Jean-Baptiste de Queyrières                             |
| Église Saint-Étienne de Raucoules                                    | Raucoules                       |         | 45° 11′ 17″ nord, 4° 17′ 45″ est |                | |                    | Église Saint-Étienne de Raucoules                                    |
| Église de l'Assomption de Rauret                                     | Rauret                          |         | 44° 49′ 05″ nord, 3° 47′ 32″ est |                | |                    | Église de l'Assomption de Rauret                                     |
| Église Saint-Jean-Baptiste de Retournac                              | Retournac                       |         | 45° 12′ 12″ nord, 4° 01′ 57″ est | « PA00092817 » | Classé MH | 1907               | Église Saint-Jean-Baptiste de Retournac                              |
| Église de l'Assomption de Retournaguet                               | Retournac                       |         | 45° 11′ 49″ nord, 4° 01′ 50″ est |                | |                    | Image manquante Téléverser                                           |
| Église Saint-Mathieu de Sarlanges                                    | Retournac                       |         | 45° 15′ 16″ nord, 4° 01′ 58″ est |                | |                    | Image manquante Téléverser                                           |
| Église Saint-Jean-Baptiste de Riotord                                | Riotord                         |         | 45° 13′ 53″ nord, 4° 24′ 04″ est | « PA00092818 » | Inscrit MH | 1926               | Église Saint-Jean-Baptiste de Riotord                                |
| Église Saint-Maurice-de-Roche de Roche-en-Régnier                    | Roche-en-Régnier                |         | 45° 13′ 17″ nord, 3° 56′ 27″ est | « PA00092819 » | Classé MH | 1942               | Église Saint-Maurice-de-Roche de Roche-en-Régnier                    |
| Église Saint-Maurice de Saint-Maurice-de-Roche                       | Roche-en-Régnier                |         | 45° 14′ 01″ nord, 3° 56′ 34″ est |                | |                    | Église Saint-Maurice de Saint-Maurice-de-Roche                       |
| Église Saint-Martin de Rosières                                      | Rosières                        |         | 45° 07′ 59″ nord, 3° 59′ 14″ est | « PA00092822 » | Inscrit MH Abside | 1949               | Église Saint-Martin de Rosières                                      |
| Église Saint-André de Saint-André-de-Chalencon                       | Saint-André-de-Chalencon        |         | 45° 16′ 23″ nord, 3° 58′ 14″ est |                | |                    | Église Saint-André de Saint-André-de-Chalencon                       |
| Église Saint-Loup de Saint-Arcons-d'Allier                           | Saint-Arcons-d'Allier           |         | 45° 04′ 07″ nord, 3° 33′ 02″ est | « PA00092829 » | Inscrit MH | 1980               | Église Saint-Loup de Saint-Arcons-d'Allier                           |
| Église Notre-Dame-de-l'Assomption de Saint-Arcons-de-Barges          | Saint-Arcons-de-Barges          |         | 44° 50′ 21″ nord, 3° 55′ 27″ est | « PA00092831 » | Inscrit MH | 2002               | Église Notre-Dame-de-l'Assomption de Saint-Arcons-de-Barges          |
| Église Saint-Austremoine de Saint-Austremoine                        | Saint-Austremoine               |         | 45° 07′ 11″ nord, 3° 22′ 10″ est |                | |                    | Image manquante Téléverser                                           |
| Église Saint-Beauzire de Saint-Beauzire                              | Saint-Beauzire                  |         | 45° 16′ 33″ nord, 3° 16′ 00″ est | « PA00092833 » | Inscrit MH Abside, chœur et transept                                                                                            | 1957               | Église Saint-Beauzire de Saint-Beauzire                              |
| Église Saint-Bonnet de Saint-Bonnet-le-Froid                         | Saint-Bonnet-le-Froid           |         | 45° 08′ 33″ nord, 4° 26′ 10″ est |                | |                    | Église Saint-Bonnet de Saint-Bonnet-le-Froid                         |
| Église de l'Assomption de Saint-Bérain                               | Saint-Bérain                    |         | 45° 01′ 56″ nord, 3° 38′ 02″ est |                | |                    | Image manquante Téléverser                                           |
| Église Saint-Jacques de Saint-Christophe-d'Allier                    | Saint-Christophe-d'Allier       |         | 44° 51′ 22″ nord, 3° 42′ 18″ est | « PA00092834 » | Inscrit MH | 1957               | Église Saint-Jacques de Saint-Christophe-d'Allier                    |
| Église Saint-Christophe de Saint-Christophe-sur-Dolaison             | Saint-Christophe-sur-Dolaison   |         | 44° 59′ 52″ nord, 3° 49′ 12″ est | « PA00092835 » | Classé MH | 1907               | Église Saint-Christophe de Saint-Christophe-sur-Dolaison             |
| Église Saint-Cirgues de Saint-Cirgues                                | Saint-Cirgues                   |         | 45° 08′ 43″ nord, 3° 24′ 16″ est | « PA00092836 » | Classé MH | 1930               | Église Saint-Cirgues de Saint-Cirgues                                |
| Église Saint-Didier de Saint-Didier-d'Allier                         | Saint-Didier-d'Allier           |         | 44° 58′ 11″ nord, 3° 41′ 37″ est | « PA00092946 » | Inscrit MH | 1990               | Image manquante Téléverser                                           |
| Église Saint-Didier de Saint-Didier-en-Velay                         | Saint-Didier-en-Velay           |         | 45° 18′ 09″ nord, 4° 16′ 38″ est | « PA00092837 » | Inscrit MH | 1954               | Église Saint-Didier de Saint-Didier-en-Velay                         |
| Église Saint-Didier de Saint-Didier-sur-Doulon                       | Saint-Didier-sur-Doulon         |         | 45° 18′ 02″ nord, 3° 32′ 23″ est |                | |                    | Image manquante Téléverser                                           |
| Église Saint-Laurent de Saint-Ferréol-d'Auroure                      | Saint-Ferréol-d'Auroure         |         | 45° 21′ 17″ nord, 4° 15′ 19″ est |                | |                    | Église Saint-Laurent de Saint-Ferréol-d'Auroure                      |
| Église Saint-Front de Saint-Front (Haute-Loire)                      | Saint-Front                     |         | 44° 58′ 38″ nord, 4° 08′ 36″ est | « PA00092841 » | Classé MH | 1909               | Église Saint-Front de Saint-Front (Haute-Loire)                      |
| Église Saint-Barthélémy de Saint-Geneys-près-Saint-Paulien           | Saint-Geneys-près-Saint-Paulien |         | 45° 09′ 42″ nord, 3° 49′ 17″ est | « PA00092842 » | Inscrit MH | 1986               | Église Saint-Barthélémy de Saint-Geneys-près-Saint-Paulien           |
| Église Saint-Georges de Saint-Georges-Lagricol                       | Saint-Georges-Lagricol          |         | 45° 17′ 51″ nord, 3° 53′ 14″ est | « PA00092964 » | Inscrit MH | 1992               | Église Saint-Georges de Saint-Georges-Lagricol                       |
| Église Saint-Georges de Saint-Georges-d'Aurac                        | Saint-Georges-d'Aurac           |         | 45° 09′ 39″ nord, 3° 29′ 41″ est |                | |                    | Église Saint-Georges de Saint-Georges-d'Aurac                        |
| Église Saint-Germain de Saint-Germain-Laprade                        | Saint-Germain-Laprade           |         | 45° 02′ 18″ nord, 3° 58′ 11″ est | « PA00092848 » | Classé MH | 1907               | Image manquante Téléverser                                           |
| Église Saint-Brach de Saint-Géron                                    | Saint-Géron                     |         | 45° 20′ 32″ nord, 3° 17′ 45″ est |                | |                    | Église Saint-Brach de Saint-Géron                                    |
| Église Saint-Haon de Saint-Haon                                      | Saint-Haon                      |         | 44° 50′ 48″ nord, 3° 45′ 29″ est | « PA00092850 » | Classé MH | 1913               | Église Saint-Haon de Saint-Haon                                      |
| Église Saint-Hilaire de Saint-Hilaire                                | Saint-Hilaire                   |         | 45° 22′ 51″ nord, 3° 26′ 13″ est | « PA00092851 » | Inscrit MH | 1987               | Église Saint-Hilaire de Saint-Hilaire                                |
| Église Saint-Pierre de Saint-Hostien                                 | Saint-Hostien                   |         | 45° 04′ 24″ nord, 4° 02′ 49″ est |                | |                    | Église Saint-Pierre de Saint-Hostien                                 |
| Église Sainte-Madeleine de Saint-Ilpize                              | Saint-Ilpize                    |         | 45° 11′ 39″ nord, 3° 23′ 20″ est | « PA00092854 » | Classé MH | 1920               | Église Sainte-Madeleine de Saint-Ilpize                              |
| Église Saint-Jean-Baptiste de Saint-Jean-Lachalm                     | Saint-Jean-Lachalm              |         | 44° 57′ 24″ nord, 3° 43′ 08″ est | « PA00092856 » | Classé MH | 1908               | Église Saint-Jean-Baptiste de Saint-Jean-Lachalm                     |
| Église Saint-Jean-Baptiste de Saint-Jean-d'Aubrigoux                 | Saint-Jean-d'Aubrigoux          |         | 45° 21′ 37″ nord, 3° 48′ 49″ est |                | |                    | Image manquante Téléverser                                           |
| Église de la Décollation-de-Saint-Jean-Baptiste de Saint-Jean-de-Nay | Saint-Jean-de-Nay               |         | 45° 04′ 13″ nord, 3° 41′ 51″ est |                | |                    | Église de la Décollation-de-Saint-Jean-Baptiste de Saint-Jean-de-Nay |
| Église Saint-Georges de Saint-Jeures                                 | Saint-Jeures                    |         | 45° 05′ 48″ nord, 4° 12′ 21″ est | « IA43000062 » | |                    | Image manquante Téléverser                                           |
| Église Saint-Julien de Saint-Julien-Chapteuil                        | Saint-Julien-Chapteuil          |         | 45° 02′ 03″ nord, 4° 03′ 46″ est | « PA00092858 » | Classé MH | 1907               | Église Saint-Julien de Saint-Julien-Chapteuil                        |
| Église Saint-Julien-de-Brioude de Saint-Julien-Molhesabate           | Saint-Julien-Molhesabate        |         | 45° 11′ 11″ nord, 4° 25′ 38″ est |                | |                    | Église Saint-Julien-de-Brioude de Saint-Julien-Molhesabate           |
| Église Saint-Julien de Saint-Julien-d'Ance                           | Saint-Julien-d'Ance             |         | 45° 18′ 15″ nord, 3° 54′ 48″ est | « PA00092860 » | Classé MH Crypte ; Inscrit MH Eglise (sauf crypte classée)                                                                      | 1920 ; 1926        | Église Saint-Julien de Saint-Julien-d'Ance                           |
| Église Saint-Julien-de-Brioude de Saint-Julien-des-Chazes            | Saint-Julien-des-Chazes         |         | 45° 02′ 47″ nord, 3° 35′ 04″ est |                | |                    | Église Saint-Julien-de-Brioude de Saint-Julien-des-Chazes            |
| Église Saint-Julien-de-Brioude de Saint-Julien-du-Pinet              | Saint-Julien-du-Pinet           |         | 45° 09′ 07″ nord, 4° 02′ 22″ est |                | |                    | Image manquante Téléverser                                           |
| Église Saint-Just de Saint-Just-Malmont                              | Saint-Just-Malmont              |         | 45° 20′ 24″ nord, 4° 18′ 45″ est |                | |                    | Église Saint-Just de Saint-Just-Malmont                              |
| Église de Malmont                                                    | Saint-Just-Malmont              |         | 45° 21′ 45″ nord, 4° 19′ 23″ est |                | |                    | Église de Malmont                                                    |
| Église de Malmont                                                    | Saint-Just-Malmont              |         | 45° 21′ 45″ nord, 4° 19′ 23″ est |                | |                    | Église de Malmont                                                    |
| Église Saint-Just de Saint-Just-près-Brioude                         | Saint-Just-près-Brioude         |         | 45° 14′ 19″ nord, 3° 21′ 13″ est |                | |                    | Image manquante Téléverser                                           |
| Église de la Nativité-de-la-Sainte-Vierge de Saint-Martin-de-Fugères | Saint-Martin-de-Fugères         |         | 44° 54′ 19″ nord, 3° 56′ 05″ est | « PA00092862 » | Inscrit MH | 1994               | Église de la Nativité-de-la-Sainte-Vierge de Saint-Martin-de-Fugères |
| Église Saint-Maurice de Saint-Maurice-de-Lignon                      | Saint-Maurice-de-Lignon         |         | 45° 13′ 28″ nord, 4° 08′ 19″ est |                | |                    | Église Saint-Maurice de Saint-Maurice-de-Lignon                      |
| Église Saint-Paul de Saint-Pal-de-Chalencon                          | Saint-Pal-de-Chalencon          |         | 45° 21′ 24″ nord, 3° 57′ 22″ est | « PA00135210 » | Inscrit MH | 1995               | Église Saint-Paul de Saint-Pal-de-Chalencon                          |
| Église Saint-Pierre de Saint-Pal-de-Mons                             | Saint-Pal-de-Mons               |         | 45° 14′ 46″ nord, 4° 16′ 26″ est |                | |                    | Église Saint-Pierre de Saint-Pal-de-Mons                             |
| Église Saint-Paul de Saint-Pal-de-Senouire                           | Saint-Pal-de-Senouire           |         | 45° 15′ 33″ nord, 3° 39′ 05″ est | « PA00092868 » | Inscrit MH | 1969               | Image manquante Téléverser                                           |
| Église Saint-Paul de Saint-Paul-de-Tartas                            | Saint-Paul-de-Tartas            |         | 44° 48′ 15″ nord, 3° 54′ 25″ est | « PA00092869 » | Classé MH | 1910               | Église Saint-Paul de Saint-Paul-de-Tartas                            |
| Église Saint-Georges de Saint-Paulien                                | Saint-Paulien                   |         | 45° 08′ 03″ nord, 3° 48′ 47″ est | « PA00092873 » | Classé MH | 1840               | Église Saint-Georges de Saint-Paulien                                |
| Église Saint-Pierre de Saint-Pierre-Eynac                            | Saint-Pierre-Eynac              |         | 45° 02′ 47″ nord, 4° 02′ 06″ est | « PA00092875 » | Classé MH | 1907               | Église Saint-Pierre de Saint-Pierre-Eynac                            |
| Église Saint-Pierre de Saint-Pierre-du-Champ                         | Saint-Pierre-du-Champ           |         | 45° 14′ 51″ nord, 3° 53′ 53″ est |                | |                    | Église Saint-Pierre de Saint-Pierre-du-Champ                         |
| Église Saint-Privat de Saint-Privat-d'Allier                         | Saint-Privat-d'Allier           |         | 44° 59′ 17″ nord, 3° 40′ 44″ est | « PA00092879 » | Inscrit MH | 1926               | Église Saint-Privat de Saint-Privat-d'Allier                         |
| Église Saint-Privat de Saint-Privat-du-Dragon                        | Saint-Privat-du-Dragon          |         | 45° 11′ 17″ nord, 3° 26′ 54″ est |                | |                    | Image manquante Téléverser                                           |
| Église Saint-Préjet de Saint-Préjet-Armandon                         | Saint-Préjet-Armandon           |         | 45° 15′ 17″ nord, 3° 32′ 27″ est |                | |                    | Image manquante Téléverser                                           |
| Église Saint-Préjet de Saint-Préjet-d'Allier                         | Saint-Préjet-d'Allier           |         | 44° 54′ 57″ nord, 3° 37′ 16″ est |                | |                    | Église Saint-Préjet de Saint-Préjet-d'Allier                         |
| Église Saint-Romain de Saint-Romain-Lachalm                          | Saint-Romain-Lachalm            |         | 45° 15′ 56″ nord, 4° 20′ 07″ est |                | |                    | Image manquante Téléverser                                           |
| Église Saint-Jean-Baptiste de Saint-Vert                             | Saint-Vert                      |         | 45° 22′ 16″ nord, 3° 31′ 54″ est | « PA00125287 » | Inscrit MH | 1993               | Église Saint-Jean-Baptiste de Saint-Vert                             |
| Église Saint-Pancrace de Saint-Victor-Malescours                     | Saint-Victor-Malescours         |         | 45° 17′ 29″ nord, 4° 18′ 45″ est |                | |                    | Église Saint-Pancrace de Saint-Victor-Malescours                     |
| Église Saint-Victor de Saint-Victor-sur-Arlanc                       | Saint-Victor-sur-Arlanc         |         | 45° 20′ 08″ nord, 3° 46′ 26″ est | « PA00092880 » | Classé MH | 1910               | Église Saint-Victor de Saint-Victor-sur-Arlanc                       |
| Église Saint-Vital de Saint-Vidal                                    | Saint-Vidal                     |         | 45° 04′ 25″ nord, 3° 48′ 00″ est | « PA00092884 » | Classé MH | 1907               | Image manquante Téléverser                                           |
| Église Saint-Vincent de Saint-Vincent (Haute-Loire)                  | Saint-Vincent                   |         | 45° 08′ 37″ nord, 3° 54′ 28″ est |                | |                    | Église Saint-Vincent de Saint-Vincent (Haute-Loire)                  |
| Église Saint-Bruno de Saint-Vénérand                                 | Saint-Vénérand                  |         | 44° 52′ 03″ nord, 3° 40′ 48″ est | « PA43000015 » | Inscrit MH | 1999               | Église Saint-Bruno de Saint-Vénérand                                 |
| Église Saint-Étienne de Saint-Étienne-Lardeyrol                      | Saint-Étienne-Lardeyrol         |         | 45° 04′ 16″ nord, 4° 00′ 03″ est | « PA00092838 » | Classé MH | 1907               | Église Saint-Étienne de Saint-Étienne-Lardeyrol                      |
| Église Saint-Étienne de Saint-Étienne-du-Vigan                       | Saint-Étienne-du-Vigan          |         | 44° 46′ 46″ nord, 3° 50′ 07″ est |                | |                    | Église Saint-Étienne de Saint-Étienne-du-Vigan                       |
| Église de l'Invention-de-Saint-Étienne du Cheylat                    | Saint-Étienne-sur-Blesle        |         | 45° 18′ 41″ nord, 3° 08′ 10″ est | « IA43000510 » | |                    | Image manquante Téléverser                                           |
| Église Saint-Sébastien de Sainte-Eugénie-de-Villeneuve               | Sainte-Eugénie-de-Villeneuve    |         | 45° 10′ 05″ nord, 3° 37′ 07″ est |                | |                    | Église Saint-Sébastien de Sainte-Eugénie-de-Villeneuve               |
| Église Saint-Jacques de Sainte-Florine                               | Sainte-Florine                  |         | 45° 24′ 17″ nord, 3° 19′ 06″ est |                | |                    | Église Saint-Jacques de Sainte-Florine                               |
| Église Saint-Étienne de Sainte-Marguerite                            | Sainte-Marguerite               |         | 45° 12′ 23″ nord, 3° 35′ 28″ est |                | |                    | Image manquante Téléverser                                           |
| Église Saint-Barthélemy de Sainte-Sigolène                           | Sainte-Sigolène                 |         | 45° 14′ 33″ nord, 4° 14′ 05″ est |                | |                    | Image manquante Téléverser                                           |
| Église Saint-Pierre de Salettes                                      | Salettes                        |         | 44° 51′ 45″ nord, 3° 57′ 53″ est | « PA00092886 » | Inscrit MH | 1964               | Église Saint-Pierre de Salettes                                      |
| Église Saint-Pierre de Salzuit                                       | Salzuit                         |         | 44° 12′ 45″ nord, 3° 29′ 07″ est |                | |                    | Image manquante Téléverser                                           |
| Église Saint-Symphorien de Sanssac-l'église                          | Sanssac-l'Église                |         | 45° 03′ 06″ nord, 3° 46′ 48″ est |                | |                    | Église Saint-Symphorien de Sanssac-l'église                          |
| Église Saint-Médard de Saugues                                       | Saugues                         |         | 44° 57′ 38″ nord, 3° 32′ 51″ est | « PA00092891 » | Classé MH Le clocher-porche ; Inscrit MH L'église (sauf partie classée) , à l'exclusion de la façade sud-ouest du 19e siècle    | 1840 ; 1971        | Église Saint-Médard de Saugues                                       |
| Église Saint-Claude de Servières                                     | Saugues                         |         | 44° 56′ 06″ nord, 3° 27′ 16″ est |                | |                    | Image manquante Téléverser                                           |
| Église Saint-Roch de Sembadel                                        | Sembadel                        |         | 45° 16′ 28″ nord, 3° 41′ 14″ est |                | |                    | Église Saint-Roch de Sembadel                                        |
| Église Saint-Pierre de Siaugues-Saint-Romain                         | Siaugues-Sainte-Marie           |         | 45° 05′ 40″ nord, 3° 37′ 55″ est |                | |                    | Image manquante Téléverser                                           |
| Église Saint-Julien-de-Brioude de Solignac-sous-Roche                | Solignac-sous-Roche             |         | 45° 15′ 05″ nord, 3° 59′ 54″ est |                | |                    | Image manquante Téléverser                                           |
| Église Saint-Vincent de Solignac-sur-Loire                           | Solignac-sur-Loire              |         | 44° 58′ 12″ nord, 3° 53′ 16″ est | « PA00092902 » | Inscrit MH Mur sud avec enfeux et bas-reliefs                                                                                   | 1926               | Église Saint-Vincent de Solignac-sur-Loire                           |
| Église Sainte-Anne de Séneujols                                      | Séneujols                       |         | 44° 57′ 34″ nord, 3° 46′ 57″ est | « PA00092898 » | Inscrit MH | 1969               | Église Sainte-Anne de Séneujols                                      |
| Église Saint-Jean-Baptiste de Tailhac                                | Tailhac                         |         | 45° 02′ 32″ nord, 3° 27′ 30″ est | « PA00092962 » | Inscrit MH | 1992               | Église Saint-Jean-Baptiste de Tailhac                                |
| Église Saint-Martin de Tence                                         | Tence                           |         | 45° 06′ 54″ nord, 4° 17′ 25″ est | « IA43000148 » | |                    | Église Saint-Martin de Tence                                         |
| Église Notre-Dame-de-l'Assomption de Croisances                      | Thoras                          |         | 44° 53′ 54″ nord, 3° 36′ 48″ est | « PA00092660 » | Inscrit MH | 1969               | Église Notre-Dame-de-l'Assomption de Croisances                      |
| Église Saint-Jean-Baptiste de Thoras                                 | Thoras                          |         | 44° 51′ 55″ nord, 3° 33′ 47″ est |                | |                    | Église Saint-Jean-Baptiste de Thoras                                 |
| Église de la Nativité-de-Notre-Dame-et-Saint-Martin de Tiranges      | Tiranges                        |         | 45° 18′ 14″ nord, 3° 59′ 19″ est |                | |                    | Image manquante Téléverser                                           |
| Église Notre-Dame-de-l'Assomption de Torsiac                         | Torsiac                         |         | 45° 21′ 02″ nord, 3° 12′ 59″ est | « IA43000502 » | |                    | Image manquante Téléverser                                           |
| Église de l'Assomption de Valprivas                                  | Valprivas                       |         | 45° 21′ 02″ nord, 4° 02′ 49″ est |                | |                    | Image manquante Téléverser                                           |
| Église Saint-Paul de Vals-le-Chastel                                 | Vals-le-Chastel                 |         | 45° 16′ 13″ nord, 3° 31′ 18″ est | « PA00092908 » | Inscrit MH | 1962               | Église Saint-Paul de Vals-le-Chastel                                 |
| Église Saint-Vozy de Vals-près-le-Puy                                | Vals-près-le-Puy                |         | 45° 16′ 13″ nord, 3° 52′ 35″ est | « PA00092910 » | Inscrit MH | 1968               | Église Saint-Vozy de Vals-près-le-Puy                                |
| Église Saint-Denys de Varennes-Saint-Honorat                         | Varennes-Saint-Honorat          |         | 45° 10′ 46″ nord, 3° 38′ 19″ est |                | |                    | Image manquante Téléverser                                           |
| Église Saint-Pierre-ès-Liens de Vazeilles-Limandre                   | Vazeilles-Limandre              |         | 45° 06′ 47″ nord, 3° 41′ 53″ est |                | |                    | Image manquante Téléverser                                           |
| Église de l'Assomption de Vazeilles-près-Saugues                     | Vazeilles-près-Saugues          |         | 44° 53′ 53″ nord, 3° 35′ 22″ est |                | |                    | Église de l'Assomption de Vazeilles-près-Saugues                     |
| Église Saint-Jean-Baptiste de Venteuges                              | Venteuges                       |         | 44° 59′ 00″ nord, 3° 29′ 50″ est |                | |                    | Image manquante Téléverser                                           |
| Église Saint-Rémy de Vergezac                                        | Vergezac                        |         | 45° 01′ 56″ nord, 3° 43′ 41″ est | « PA00092914 » | Classé MH | 1907               | Église Saint-Rémy de Vergezac                                        |
| Église Sainte-Foy de Vergezac                                        | Vergezac                        |         | 45° 01′ 56″ nord, 3° 43′ 41″ est |                | |                    | Image manquante Téléverser                                           |
| Église de l'Assomption de Vergongheon                                | Vergongheon                     |         | 45° 22′ 18″ nord, 3° 19′ 16″ est |                | |                    | Église de l'Assomption de Vergongheon                                |
| Église Saint-Victor de Vernassal                                     | Vernassal                       |         | 45° 08′ 58″ nord, 3° 42′ 09″ est | « PA43000051 » | Inscrit MH | 2006               | Église Saint-Victor de Vernassal                                     |
| Église Sainte-Anne de Vieille-Brioude                                | Vieille-Brioude                 |         | 45° 15′ 40″ nord, 3° 24′ 27″ est | « PA00092918 » | Inscrit MH | 1980               | Église Sainte-Anne de Vieille-Brioude                                |
| Église de la léproserie de la Bageasse                               | Vieille-Brioude                 |         | 45° 16′ 33″ nord, 3° 24′ 40″ est |                | |                    | Église de la léproserie de la Bageasse                               |
| Église Sainte-Marie-et-Saint-Magne de Vieille-Brioude                | Vieille-Brioude                 |         | 45° 15′ 36″ nord, 3° 24′ 27″ est |                | |                    | Image manquante Téléverser                                           |
| Église Saint-Martin de Vielprat                                      | Vielprat                        |         | 44° 51′ 25″ nord, 3° 57′ 19″ est |                | |                    | Église Saint-Martin de Vielprat                                      |
| Église de la Nativité-de-la-Sainte-Vierge de Villeneuve-d'Allier     | Villeneuve-d'Allier             |         | 45° 11′ 54″ nord, 3° 23′ 03″ est |                | |                    | Image manquante Téléverser                                           |
| Église Sainte-Croix de Vissac                                        | Vissac-Auteyrac                 |         | 45° 06′ 15″ nord, 3° 35′ 58″ est | « PA00092919 » | Classé MH | 1910               | Image manquante Téléverser                                           |
| Église de l'Assomption de Vissac-Auteyrac                            | Vissac-Auteyrac                 |         | 45° 06′ 55″ nord, 3° 38′ 44″ est |                | |                    | Image manquante Téléverser                                           |
| Église Saint-Symphorien de Vorey                                     | Vorey                           |         | 45° 11′ 19″ nord, 3° 54′ 36″ est |                | |                    | Image manquante Téléverser                                           |
| Église Saint-Mary de Vézézoux                                        | Vézézoux                        |         | 45° 24′ 12″ nord, 3° 20′ 48″ est | « PA00092915 » | Inscrit MH | 1969               | Église Saint-Mary de Vézézoux                                        |
| Église Saint-Pierre d'Yssingeaux                                     | Yssingeaux                      |         | 45° 08′ 35″ nord, 4° 07′ 26″ est |                | |                    | Image manquante Téléverser                                           |
| Église de la Vierge-Marie de Versilhac                               | Yssingeaux                      |         | 45° 09′ 22″ nord, 4° 10′ 58″ est |                | |                    | Image manquante Téléverser                                           |